# Timmertjärnen (Arvidsjaurs socken, Lappland, 727728-163478)
Timmertjärnen är en sjö i Arvidsjaurs kommun i Lappland och ingår i Byskeälvens huvudavrinningsområde.